# Himyarische Sprache
Die himyarische Sprache (arabisch لغة حمير lughat Himyar, DMG luġat Ḥimyar ‚Sprache von Himyar‘) ist eine ausgestorbene Sprache, die in der Antike im heutigen Jemen, anscheinend von den Himyaren, gesprochen wurde. Sie gehört zu den semitischen Sprachen, aber möglicherweise nicht zu den altsüdarabischen (sayhadischen) Sprachen im engeren Sinne. Eine genauere Einordnung innerhalb des Semitischen ist aufgrund der Dürftigkeit des bekannten Materials nicht möglich.
Das Himyarische ist nur fragmentarisch durch Aussagen arabischer Gelehrter aus den ersten Jahrhunderten nach der Ausbreitung des Islams bekannt, die es als für Sprecher des Arabischen unverständlich beschrieben.

## Verhältnis zum Altsüdarabischen
Vor der Islamisierung Anfang des 7. Jahrhunderts wurde in Himjar als geschriebene Sprache das Sabäische benutzt, eine altsüdarabische Sprache. Oft wird angenommen, dass das Sabäische im himyarischen Kernland nur als geschriebene Sprache diente, während es sich beim aus den arabischen Quellen bekannten Himyarischen um die tatsächlich gesprochene Sprache der Himyaren gehandelt habe. Hierfür sprechen Unterschiede zwischen Himyarisch und den altsüdarabischen Sprachen, insbesondere der himyarische bestimmte Artikel am-/an-, der in den bekannten altsüdarabischen Sprachen nicht vorhanden war. Teilweise werden auch drei schwer verständliche, gereimte Texte in altsüdarabischer Schrift aus dem 1. bis 3. Jahrhundert n. Chr. mit dem Himjarischen in Verbindung gebracht.
Andere Wissenschaftler halten das Himyarische für eine spätere Entwicklungsstufe des Sabäischen und nehmen an, dass die geschriebene Sprache der Himyaren im Wesentlichen der gesprochenen Sprache entsprach.

## Verbreitung
Nach der Beschreibung von Al-Hamdani (893–947) wurde das Himyarische noch im 10. Jahrhundert in einigen Gebieten im Hochland im westlichen Jemen gesprochen, während an der Küste arabisch gesprochen wurde und in weiten Gebieten im Hochland arabisch mit himyarischem Einfluss gesprochen wurde. In den folgenden Jahrhunderten wurde das Himyarische vollkommen vom Arabischen verdrängt; die heutigen lokalen Dialekte des Arabischen zeigen aber wohl himyarischen Substrateinfluss.

## Merkmale
Die Sprache wird von den anderen semitischen Sprachen durch den bestimmten Artikel am-/an- abgegrenzt, den es aber mit einzelnen Dialekten des Arabischen im Westen der arabischen Halbinsel teilte. Außerdem begannen die Endungen der Suffixkonjugation in der 1. Person Singular und der 2. Person mit k-, während sie im Arabischen mit t- beginnen. Dieses Merkmal hatte das Himyarische allerdings auch mit dem Altsüdarabischen, dem Äthiosemitischen und dem Neusüdarabischen gemeinsam. Beide Merkmale finden sich auch teilweise in modernen arabischen Dialekten im Jemen, wahrscheinlich durch himyarischen oder altsüdarabischen Substrateinfluss, der Artikel am- findet sich dagegen auch in anderen Dialekten auf der arabischen Halbinsel sowie in Zentralafrika.

## Sprachbeispiel
Es sind einige wenige Sätze auf Himyarisch erhalten. Der folgende Satz soll 654/5 n. Chr. in Dhamar nordöstlich von Zafar gesagt worden sein. Da er nur in unvokalisierter arabischer Schrift überliefert ist, ist die genaue Aussprache unklar; die Rekonstruktion lehnt sich eng an das klassische Arabisch an.
| Himyarisch  | überliefert   | رايك                                                    | بنحلم                                                   | كولدك                                                   | ابنا                                                    | من                                                      | طيب                                                     |
| Himyarisch  | rekonstruiert | raʾay-ku                                                | bi-n-ḥulm                                               | ka-walad-ku                                             | ibn-an                                                  | min                                                     | ṭīb                                                     |
| Bedeutung   | Bedeutung     | sah-1.Sg.                                               | in-Artikel-Traum                                        | dass-gebar-1.Sg.                                        | Sohn-Akkusativ                                          | aus                                                     | Gold                                                    |
| Übersetzung | Übersetzung   | „Ich sah im Traum, dass ich einen Sohn aus Gold gebar.“ | „Ich sah im Traum, dass ich einen Sohn aus Gold gebar.“ | „Ich sah im Traum, dass ich einen Sohn aus Gold gebar.“ | „Ich sah im Traum, dass ich einen Sohn aus Gold gebar.“ | „Ich sah im Traum, dass ich einen Sohn aus Gold gebar.“ | „Ich sah im Traum, dass ich einen Sohn aus Gold gebar.“ |

Daneben ist auch ein kurzes Lied erhalten, das aber arabische Einflüsse zeigen dürfte.
Daneben zitiert Al-Hamdani (893–947) angebliche altsüdarabische Inschriften, die aber wohl nach dem Vorbild des Himyarischen gefälscht sind.